# Epicauta obscuricornis
Epicauta obscuricornis es una especie de coleóptero de la familia Meloidae.

## Distribución geográfica
Habita en Puerto Rico.